# Diocesi di Panio
La diocesi di Panio (in latino: Dioecesis Panitana) è una sede soppressa del patriarcato di Costantinopoli e una sede titolare della Chiesa cattolica.

## Storia
Panio, identificabile con Barbaros sulla costa nord-occidentale del mar di Marmara in Turchia, è un'antica sede vescovile della provincia romana di Europa nella diocesi civile di Tracia. Faceva parte del patriarcato di Costantinopoli ed era suffraganea dell'arcidiocesi di Eraclea.
La diocesi è documentata in tutte le Notitiae Episcopatuum del patriarcato fino al XV secolo. Nelle prime Notitiae e fino al IX secolo, Panio occupa il primo posto tra le suffraganee di Eraclea; in seguito la sede scende al terzo posto, rango che occuperà fino alla definitiva occupazione ottomana nel Quattrocento.
Sono diversi i vescovi conosciuti di questa antica sede episcopale. Il primo noto è Andrea, che prese parte al concilio di Costantinopoli riunito nel 536 dal patriarca Mena per condannare Severo di Antiochia e i suoi sostenitori, l'ex patriarca Antimo, il monaco siriano Zoora e Pietro di Apamea. Regino fu tra i padri del terzo concilio di Costantinopoli celebrato tra il 680 e gli inizi del 681, mentre Giovanni era presente al concilio niceno del 787. Strategio partecipò al concilio di Costantinopoli dell'879-880 che riabilitò il patriarca Fozio di Costantinopoli.
Le scoperte dei sigilli vescovili hanno restituito i nomi di nove vescovi, vissuti tra IX e XII secolo. Inoltre, l'iscrizione riportata su un cippo datato tra IX e X secolo, riporta il nome del vescovo Teodoro, che durante il suo episcopato intraprese dei lavori di restaurazione. A questi vescovi va aggiunto Ignazio che partecipò al concilio indetto dal patriarca Callisto I nel 1351 per affrontare le controversie teologiche che videro coinvolti Barlaam di Seminara, Gregorio Acindino e Gregorio Palamas.
Dopo la conquista ottomana, secondo Michel Le Quien la diocesi fu elevata al rango di arcidiocesi con il nome di "Fanario e Neochorio" (Phanarion et Neochorion), di cui sono documentati alcuni prelati dal XVI al XVIII secolo.
Dal 1933 Panio è annoverata tra le sedi vescovili titolari della Chiesa cattolica; la sede è vacante dal 17 ottobre 2024.

## Cronotassi

### Vescovi greci
- Andrea † (menzionato nel 536)
- Regino † (menzionato nel 680/81)
- Giovanni I † (menzionato nel 787)
- Strategio † (menzionato nell'879/80)
- Teodoro I † (IX-X secolo)
- Acindino † (IX-X secolo)[10]
- Michele † (X secolo o prima metà dell'XI secolo)[11]
- Paolo † (prima metà dell'XI secolo)[12]
- Giovanni II † (XI secolo)[13]
- Teodoro II † (XI-XII secolo)[14]
- Niceforo † (XI-XII secolo)[15]
- Giovanni III † (XI-XII secolo)[16]
- Leone † (XI-XII secolo)[17]
- Costantino † (seconda metà del XII secolo)[18]
- Ignazio † (menzionato nel 1351)

### Vescovi titolari
- Franz Tschann † (8 agosto 1936 - 10 ottobre 1956 deceduto)
- Piotr Gołębiowski † (3 giugno 1957 - 2 novembre 1980 deceduto)[19]
- Atanáz Orosz (5 marzo 2011 - 20 marzo 2015 nominato eparca di Miskolc)[20]
- Petro Loza, C.SS.R. (12 aprile 2018 - 17 ottobre 2024 nominato eparca di Sokal'-Žovkva)